# Зоряне (Берестинський район)
Зо́ряне — село в Україні, у Берестинському районі Харківської області. Населення становить 455 осіб.

## Географія
Село знаходиться на лівому березі річки Ланна, недалеко від її джерел, річка в цьому місці пересихає, на ній зроблена загата. На відстані 1 км розташоване село Вишневе. На відстані 3 км проходить автомобільна дорога М18 (E105).

## Історія
1922 — дата заснування.
До 1947 року — село Хоральське.
Під час організованого радянською владою Голодомору 1932—1933 років померло щонайменше 10 жителів села.
З 1947 до 17 лютого 2016 року — село Ленінка.
З 18 лютого 2016 року — село Зоряне.
Колишній орган місцевого самоуправління — Зорянська сільська рада.

## Населення
Згідно з переписом УРСР 1989 року чисельність наявного населення села становила 482 особи, з яких 222 чоловіки та 260 жінок.
За переписом населення України 2001 року в селі мешкали 452 особи.

### Мова
Розподіл населення за рідною мовою за даними перепису 2001 року:
| Мова       | Відсоток |
| ---------- | -------- |
| українська | 55,82 %  |
| російська  | 39,78 %  |
| білоруська | 2,86 %   |
| вірменська | 0,22 %   |
| інші       | 1,32 %   |

## Економіка
- Сільськогосподарське ТОВ «Злагода».

## Символіка

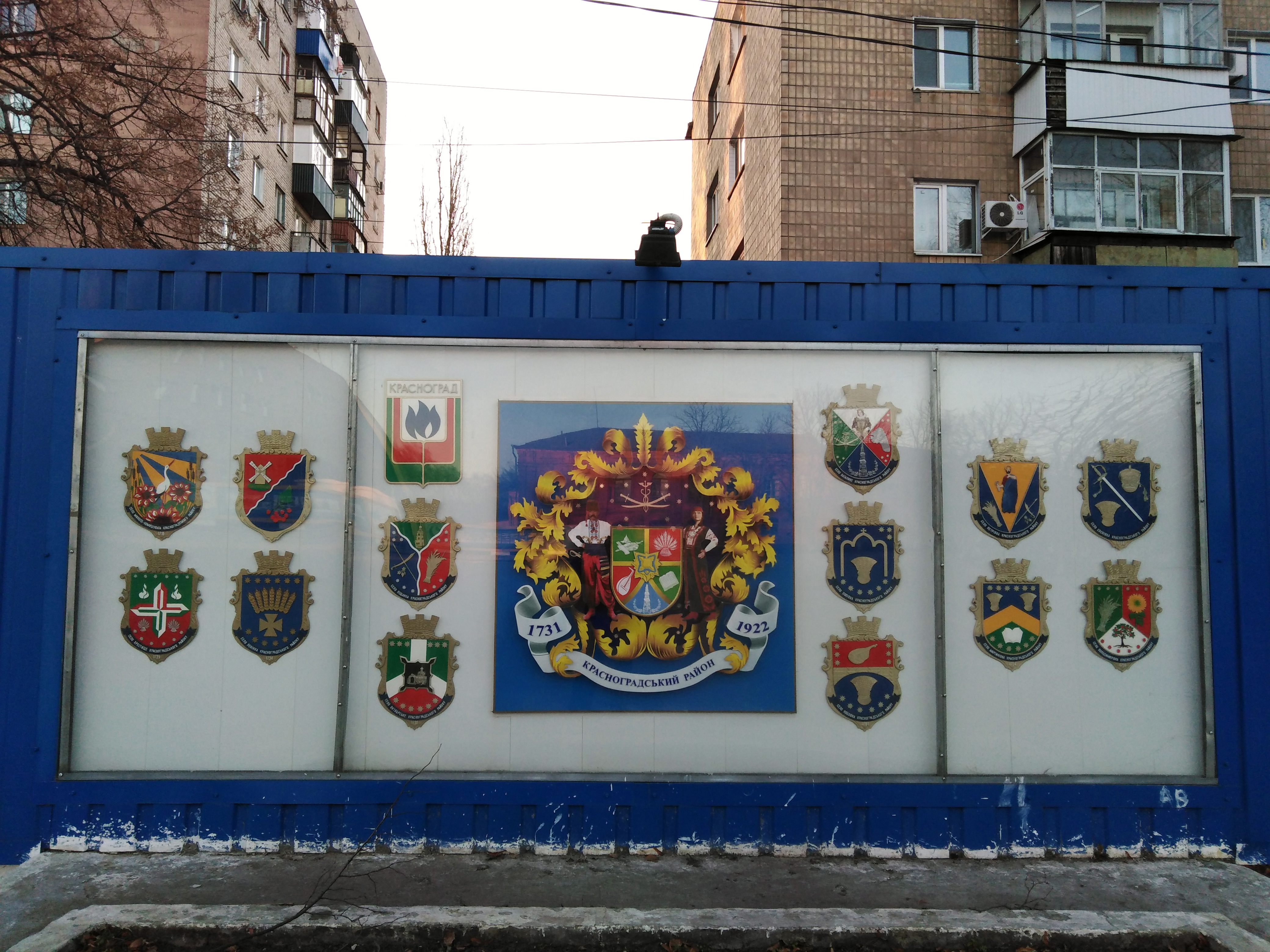
Герби населених пунктів Красноградського району серед них ліворуч, герб села Зоряне, але з застарілою на 2019 рік назвою «Ленінка»

### Герб та прапор
Зображення сьоми колосів пшениці — є ознакою сільськогосподарської направленості діяльності жителів сучасної території сільської ради з давніх часів.
Зображення дванадцяти зірок — відображає факт входження земель Зорянської сільської ради до території Вольностей Війська Запорізького, та існування на її теренах «зимових» поселень козаків.
Зображення козацького хреста, який у XVIII сторіччі використовувався як символ Полтавського і Хорольського козацького полків — відображає факт відновлення поселень на сучасній території Зорянської сільської ради:
- села Тишенківка — сім'ями козаків Полтавського полку;
- села Зоряне (до 1947 року — село Хоральське) — сім'ями козаків Хорольського полку.

Срібний напис на картущі герба «1734» — символізує рік відновлення поселень на сучасній території Зорянської сільської ради.

## Пам'ятки
- Ентомологічний заказник місцевого значення «Зорянський». Площа 2,0 га. Розташований біля села Зоряне на ділянці степового схилу балки південної експозиції. Флора представлена різнотравно-злаковою рослинністю. Живе близько 40 видів корисних комах, серед яких поодинокі дикі бджоли, джмелі, дикі оси.